# Odysseas Lekatsas
Odysseas Lekatsas († Oktober 2013) war ein griechischstämmiger australischer Fußballtrainer.

## Sportlicher Werdegang
1959 gehörte Lekatsas zu den Gründungsmitgliedern des South Melbourne FC. Nach dem Aufstieg des in der griechischstämmigen Bevölkerung verankerten Vereins in die Victorian Premier League 1960 war er als Trainer für den Gewinn der Staatsmeisterschaften 1962, 1964 und 1965 verantwortlich.
Er gehörte als Nachkomme der Lekatsas-Familie an, die 1897 die griechische Kommune in Melbourne mitbegründete.